# 解放了的普罗米修斯
《解放了的普羅米修斯》（英語：Prometheus Unbound）是珀西·雪萊創作的一部四幕詩劇，1820年首版。它本質上是一部书斋剧，並不是為了在劇院上演而創作的。
主人公即希臘神話中因盜天火而遭到宙斯懲罰的普羅米修斯，其靈感來自埃斯库罗斯創作的同名三部劇。和原作一樣，普羅米修斯最終都得以脫困，但雪萊的作品中，普羅米修斯並沒有和懲罰他的神和解，神的墮落才是他脫困的原因。

## 創作過程

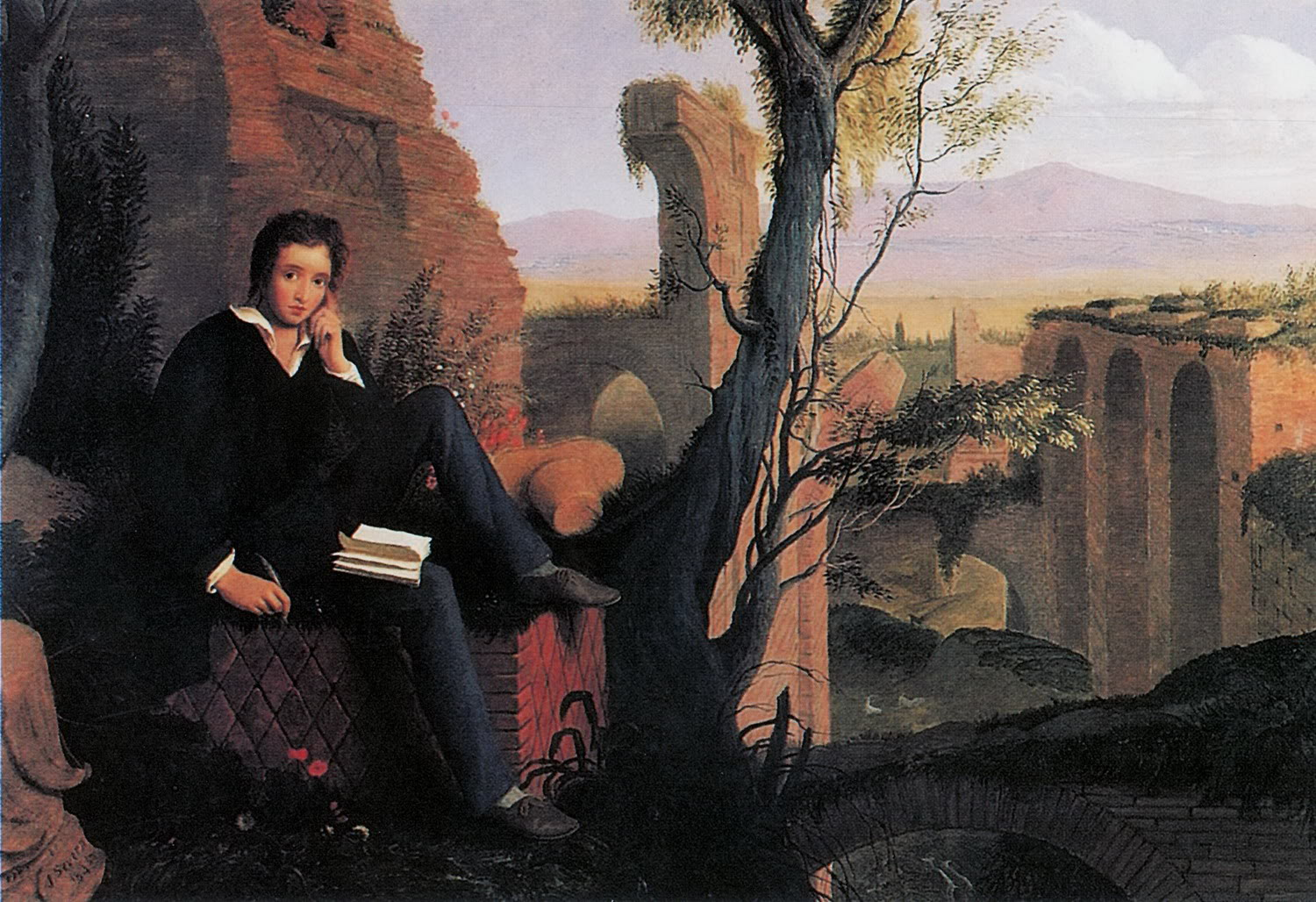
约瑟夫·塞文在1845年繪製的《雪萊寫作解放了的普羅米修斯》（Posthumous Portrait of Shelley Writing Prometheus Unbound）

瑪麗·雪萊在1818年9月5日的一份信首次提到珀西·雪萊在創作這部作品，而雪萊則在同年10月8日於寫給托马斯·拉夫·皮科克的一份信中首次提到了這部作品，說他已經完成了其第一幕的創作。
但是由於雪萊的女兒克拉拉（Clara Everina Shelley）在1818年9月24日去世，雪萊前往意大利散心，期間《解放了的普羅米修斯》可能並沒有什麼太大的進展。它的完成時間大概是1819年4月，在4月6日寫給皮科克的信中，雪萊說：“我的解放了的普羅米修斯剛剛完成，我會在一到兩個月內寄過去”。但由於他的兒子威廉·雪萊在1819年6月7日去世，作品的發表日期再次推遲。
1819年9月6日，雪萊寫信給查爾斯和詹姆斯·奧利爾說他將把作品寄給他們出版。雪萊托約翰·吉斯伯恩（John Gisborne）將他的作品帶回英格蘭，但是由於吉斯伯恩行程延誤，直到1819年12月出版方才收到《解放了的普羅米修斯》的前三幕。第四幕在此時尚未完成。1819年12月23日，雪萊給吉斯伯恩的信中才說他又寫成了額外的一幕。
作品最終在1820年出版，雪萊夫婦則在當年11月收到了出版的《解放了的普羅米修斯》。

## 外部連接
- Prometheus Unbound （页面存档备份，存于），包含对原著的分析
- Online version on Bartleby.com. （页面存档备份，存于）